# Alchemilla pustynensis
Alchemilla pustynensis är en rosväxtart som beskrevs av Czkalov. Alchemilla pustynensis ingår i släktet daggkåpor, och familjen rosväxter. Inga underarter finns listade i Catalogue of Life.